# Danuta Bieńkowska
Danuta Bieńkowska (ur. 31 stycznia 1920 w Wilnie, zm. 20 sierpnia 1992 w Warszawie) – polska pisarka, autorka utworów dla młodzieży, eseistka, tłumaczka literatury rumuńskiej.

## Życiorys
Urodziła się w rodzinie Adama Strzeszewskiego (1893–1972) i Ireny ze Steckiewiczów. Gimnazjum ukończyła w Poznaniu i w 1937 wstąpiła na Wydział Lekarski Uniwersytetu Poznańskiego. 
Po wybuchu II wojny światowej znalazła się w Rumunii. Tam ukończyła studia na Wydziale Medycznym Uniwersytetu w Bukareszcie ze stopniem doktora i rozpoczęła praktykę na wsi mołdawskiej.
W latach 1946–1953 mieszkała we Wrocławiu. Debiutowała w 1946 jako autorka sztuki Krzysztof. W 1948 wyjechała do Paryża na kurs pediatrii społecznej, a po powrocie objęła stanowisko konsultanta przy projektowaniu żłobków, przedszkoli i szkół. Od 1954 mieszkała w Warszawie. W 1978 otrzymała Nagrodę Prezesa Rady Ministrów za twórczość dla młodzieży. Była też autorką książek o Rumunii, prezentujących kraj i jego historię: Rumunia od Trajana do demokracji ludowej (Warszawa 1953), Gwardia Archanioła (Warszawa 1960), Michał Waleczny (Katowice 1975).
Była drugą żoną Krzysztofa Macieja Bieńkowskiego h. Łada (1902–1973). Mieli córkę Ewę (ur. 1950).
Zmarła w Warszawie, pochowana na cmentarzu Powązkowskim (kwatera 222-5-30).

## Publikacje wybrane
- Szlakiem orlich gniazd, 1955
- Lekarz starej Warszawy, 1964 – o Tytusie Chałubińskim
- Żywot szczęśliwy Sebastiana Klonowica, 1965
- Rada nie od parady, 1965
- Kawaler różanego krzyża, 1966
- Wielka gra, 1966
- Skowronek, 1967
- Potajemna wyprawa, 1968
- Cygan, 1968
- Obrona wybrzeża 1629–1629, 1968
- Piękna nieznajoma, 1971
- Siostra z wyboru, 1971
- Chłopiec z gitarą, 1971
- Najdłuższa noc, 1972
- Ślubne kobierce, 1974
- Chwila prawdy, 1975 – Harcerska Nagroda Literacka, 1975
- Trwaj chwilo!, 1976
- Daniel w paszczy lwa, 1978
- Czy to jest kochanie?, 1979
- Upragniony telefon, 1980
- Wesprzyj się na mnie, wyd. Wydawnictwo Śląsk, Katowice 1980
- Daniel na Saharze, 1984 – książka wpisana w 1986 na Listę Honorową IBBY)
- Lotem bliżej, 1989
- Świetny pomysł, 1989

## Ordery i odznaczenia
- Złoty Krzyż Zasługi, 11 lipca 1955[3]